# Stoppila Sunzu
Stophira Sunzu, aussi orthographié Stoppila Sunzu, est un footballeur international zambien né le 22 juin 1989 à Chingola. Il évolue au poste de défenseur central.

## Biographie

### En club
Sunzu commence sa carrière professionnelle aux Konkola Blades avant d'être transféré au Zanaco FC qui vient de remporter le championnat de Zambie. Il est sélectionné en équipe de Zambie des moins de 20 ans avec laquelle il réalise une très bonne coupe du monde, ce qui lui vaut l'intérêt de recruteurs européens. Il est prêté au LB Châteauroux qui évolue en Ligue 2 mais ne joue aucun match avec l'équipe première et retourne en Zambie. En 2009, il signe un contrat au Tout Puissant Mazembe où il remporte les éditions 2009 et 2010 de la Ligue des champions de la CAF. Qualifié pour la Coupe du monde des clubs 2010, il est expulsé dès le premier match contre Pachuca mais son club parvient en finale où il est défait par l'Inter Milan (3-0).
Le 8 janvier 2014, son transfert, ainsi que celui de son coéquipier Nathan Sinkala, au FC Sochaux-Montbéliard est confirmé. Il signe un contrat de 3 ans et demi avec le club de son ancien sélectionneur Hervé Renard.
Le 28 décembre 2014, il quitte le FC Sochaux pour rejoindre la Chine en l'occurrence le Shanghai Shenhua.
Le 9 juillet 2016, après un prêt d'une durée d'un an au LOSC, le club décide de lever l'option d'achat. Sunzu s'engage trois ans avec le club français, il est ensuite prêté en Russie à l'Arsenal Toula lors de la saison 2017-2018.
Le 9 juillet 2018, il rejoint le FC Metz pour deux ans. En janvier 2019, il manque un match de championnat car il est placé la veille en garde à vue pour violence conjugale par le parquet de Metz, avant d'être relâché. Le 11 février 2019 il est condamné à trois mois de prison avec sursis par le Tribunal correctionnel de Metz pour violence sur son épouse lors d'une dispute avec sa maîtresse, bien que sa femme a finalement retiré sa plainte.
Le 1er février 2020, il s'engage dans le club chinois du Shijiazhuang Ever Bright, fraîchement promu en Chinese Super League.

### En sélection nationale
Avec l'équipe de Zambie, Sunzu participe à la Coupe d'Afrique des nations 2010 et atteint les quarts de finale. Lors de l'édition 2012, il inscrit le tir au but décisif lors de la victoire en finale de son équipe contre la Côte d'Ivoire,.
Il est de nouveau sélectionné pour participer à la Coupe d'Afrique des nations 2013 puis à la Coupe d'Afrique des nations 2015.  En décembre 2023, il est retenu dans la liste des vingt-sept joueurs zambiens sélectionnés par Avram Grant pour disputer la Coupe d'Afrique des nations 2023.

## Palmarès

### En club
- Vainqueur de la Ligue des champions de la CAF en 2010 avec le TP Mazembe
- Vainqueur de la Supercoupe de la CAF en 2010 et 2011 avec le TP Mazembe
- Finaliste de la Coupe du monde des clubs en 2010 avec le TP Mazembe
- Champion de République démocratique du Congo en 2011, 2012 et 2013 avec le TP Mazembe
- Champion de France de Ligue 2 en 2019 avec le FC Metz
- Finaliste de la Coupe de la Ligue en 2016 avec le Lille OSC

### En sélection
- Vainqueur de la Coupe d'Afrique des nations 2012 avec l'équipe de Zambie[15]